# Federica Vitale
Federica Vitale (ur. 25 lutego 1983 w Rzymie) – włoska pływaczka długodystansowa.
Jej największym sukcesem jest srebrny medal Mistrzostw świata w pływaniu na dystansie 10 km.